# Velké Popovice
Velké Popovice là một làng thuộc huyện Praha-východ, vùng Středočeský, Cộng hòa Séc.